# Aurore Fleury
Aurore Fleury (4 de diciembre de 1993) es una deportista francesa que compite en atletismo. Ganó una medalla de oro en los Juegos Mediterráneos de 2022, en la prueba de 1500 m.